# Сан-Поло-дей-Кавальєрі
Сан-Поло-дей-Кавальєрі (італ. San Polo dei Cavalieri) — муніципалітет в Італії, у регіоні Лаціо,  метрополійне місто Рим-Столиця.
Сан-Поло-дей-Кавальєрі розташований на відстані близько 32 км на північний схід від Рима.
Населення — 2985 осіб (2014).

## Демографія
Населення за роками:

Станом на 1 січня 2023 року в муніципалітеті офіційно проживав 321 іноземець з 35 країн, серед них 226 громадян країн Євросоюзу та 5 громадян України.

## Сусідні муніципалітети
- Гуідонія-Монтечеліо
- Ліченца
- Марчелліна
- Монтефлавіо
- Паломбара-Сабіна
- Роккаджовіне
- Тіволі
- Віковаро